# Ponginae
Ponginae este o subfamilie de primate din familia hominidae. Cândva mult mai diversă, în prezent este reprezentantă de un singur gen de maimuțe, Pongo, cu două specii de urangutani, Urangutanul de Sumatra (Pongo abelii) și Urangutanul de Borneo (Pongo pygmaeus). Urangutanul de Sumatra este listat de către IUCN ca specie în stare de pericol critic de dispariție, iar Urangutanul de Borneo listat ca specie periclitată.

## Taxonomie
Ponginae
- Lufengpithecini†
  - Lufengpithecus
    - Lufengpithecus lufengensis
    - Lufengpithecus keiyuanensis
    - Lufengpithecus hudienensis
- Sivapithecini†
  - Ankarapithecus
    - Ankarapithecus meteai

  - Sivapithecus
    - Sivapithecus brevirostris
    - Sivapithecus punjabicus
    - Sivapithecus parvada
    - Sivapithecus sivalensis
    - Sivapithecus indicus

  - Gigantopithecus
    - Gigantopithecus bilaspurensis
    - Gigantopithecus blacki
    - Gigantopithecus giganteus
- Pongini
  - Khoratpithecus†
    - Khoratpithecus ayeyarwadyensis
    - Khoratpithecus piriyai
    - Khoratpithecus chiangmuanensis

  - Pongo (orangutani)
    - Pongo hooijer†
    - Urangutan de Sumatra, Pongo abelii
    - Urangutan de Borneo, Pongo pygmaeus